# Corrupció (pel·lícula)
Corrupció (títol original en anglès: Corruption) és una pel·lícula de terror britànica de 1968 dirigida per Robert Hartford-Davis a partir d'un guió de Derek Ford i Donald Ford, i protagonitzada per Peter Cushing, Sue Lloyd, Noel Trevarthen, Kate O'Mara, David Lodge i Antony Booth. La pel·lícula es va doblar al català.
La pel·lícula és un riff solt de la trama de la pel·lícula de terror francesa de 1960 Les yeux sans visage i destaca pel seu ambient contemporani atípic (la majoria de les pel·lícules de terror gòtic de Cushing eren ambientades en el passat) i la seva extrema (per a l'època) sang i violència.

## Argument
Sir John Rowan (Peter Cushing) és un destacat cirurgià plàstic amb una bella i jove promesa anomenada Lynn (Sue Lloyd), que treballa com a model de moda. En una festa sorollosa, Rowan, molt més gran que qualsevol dels altres assistents, i clarament incòmode per l'excés de la contracultura de finals dels anys 1960, mantén un altercat físic amb un mal fotògraf, i durant la baralla, una làmpada calenta cau sobre la Lynn, deixant-li moltes cicatrius la cara. Rowan es compromet a revertir la desfiguració de la Lynn, experimentant amb la tecnologia làser per reviure la seva pell i, finalment, trobar una cura per a tot: un trasplantament frankensteinià de glàndules pituïtàries. Impulsat per una combinació de culpa i amor, en Rowan assassina dones joves per utilitzar les seves glàndules pituïtàries i restaurar la bellesa de la seva promesa. El procediment té èxit i la parella se'n va de vacances a una casa de camp al costat del mar, on de moment tot està bé, però saben que la seva cara aviat començarà a mostrar signes de deteriorament.
Amb la necessitat de més cirurgia i d'un nou "donant", la parella intenta atraure una noia Terry (Wendy Varnals) a qui Rowan aconsegueix trobar-se a la platja i portar de tornada a la seva casa. Les complicacions sorgeixen perquè Rowan no vol cometre un altre assassinat i perquè aquesta noia no és el que sembla ser. De fet, forma part d'un grup de lladres que irrompen a la casa i tenen com a ostatges a Rowan i Lynn. Aviat descobreixen proves dels assassinats i comencen a amenaçar la parella. Després d'un breu enfrontament, tothom mor quan el làser quirúrgic de Rowan es descontrola.
El final de la pel·lícula és ambigu. Una possible interpretació és que tot, des de la desfiguració en endavant, va ser un somni experimentat per Rowan, ja sigui a la festa o just abans de la festa.

## Repartiment
- Peter Cushing com a Sir John Rowan
- Sue Lloyd com a Lynn Nolan
- Noel Trevarthen com a Steve Harris
- Kate O'Mara com a Val Nolan
- David Lodge com a Groper
- Antony Booth com a Mike Orme
- Wendy Varnals com a Terry
- Billy Murray com a Rik
- Vanessa Howard com a Kate
- Alexandra Dane com a Sandy
- Valerie Van Ost com a Noia al tren

## Producció
La pel·lícula es va rodar als Isleworth Studios i a la Hope Gap Beach a Seaford, East Sussex.
A causa del fort contingut gràfic de la pel·lícula, diferents mercats d'arreu del món van rebre diferents versions d'escenes clau, sobretot l'assassinat d'una prostituta que apareix en topless en alguns mercats (Escandinàvia, Amèrica del Sud i Àsia oriental), però que està vestida de la versió que es va reproduir al Regne Unit i els EUA. Les dues versions presenten diferents actrius en el paper, així com diferents diàlegs.
Més tard, Cushing va dir: «Era gratuïtament violenta, terriblement malalta. Però era un bon guió, que només demostra com és d'important la presentació. L'empresa que va fer la pel·lícula es va dissoldre a la meitat, ja que algunes persones no podien posar-se d'acord sobre què hauria de ser i no hauria d'aparèixer a la impressió final. El que heu vist va ser el resultat final de les seves disputes. El públic no es va fer la idea que s'havia de basar en un somni, cosa que de fet no justificava algunes de les escenes que es van presentar. Amb qualsevol pel·lícula en la qual participis, la companyia, si així ho desitja, pot destruir la teva interpretació original del paper».

## Recepció
La pel·lícula va tenir una acollida negativa en el moment de la seva estrena; Vincent Canby de The New York Times va assenyalar que «Peter Cushing... aporta una certa grandiositat al paper», però va rebutjar la pel·lícula com a «ximple», sobretot a causa de l'ambientació contemporània. Una ressenya a la revista Variety la va definir com a «pel·lícula de terror bona... [que] pateix una escriptura deficient, a més d'una direcció sovint lenta».
La pel·lícula ha tingut una millor acollida en els darrers anys com a pel·lícula de culte, de vegades apreciada per la seva estètica camp.
Brian Orndorf, de Blu-ray.com, va escriure a la seva ressenya del 2013: «Aquesta pel·lícula de 1968 està ambientada durant el període d'alliberament de Swinging London, on els colors van explotar, els cabells es van tallar incòmodament i l'amor lliure era rampant. La imatge de Cushing, amb les seves maneres de cavaller i el seu estil impecable, són potents enmig de tota la bogeria juvenil, amb l'obertura viatjant a una festa bulliciosa on John és arraconat per un hippie exigent mentre el guru del fotògraf de Lynn l'incita a fer fotos nua. Corrupció s'allunya ràpidament de l'enfrontament estrany, però el seu sentit de la moda d'època es manté, donant a la pel·lícula un aspecte diferent que és gairebé tan entretingut d'estudiar com l'onada d'assassinats..., Corrupció troba un to de bogeria cinematogràfica i s'hi manté durant la major part de la pel·lícula, romanent tensa, amb un pessic d'immoralitat per condimentar».
El crític Paul Chambers va escriure: «Ximple, però entretinguda. Aquesta és la millor manera de descriure Corrupció, la història d'un cirurgià adinerat durant els canviants anys 60 que faria qualsevol cosa per mantenir feliç a la seva jove xicota... Corrupció és una bogeria. Es va fer a finals de la dècada de 1960 i representa de manera autèntica l'amor lliure i la cultura de moda de Londres, que més tard es va parodiar a les comèdies d'Austin Powers. Només que aquesta pel·lícula pretenia ser una pel·lícula de terror seriosa i el vestuari i els decorats són més agradables perquè... bé, només perquè. Peter Cushing és un boig excessiu en aquest goreathon d'estil grindhouse. És difícil imaginar que els cineastes no sabien que el producte final seria fantàstic. Però això li importa poc al públic d'avui. Veig Corrupció com una mena de càpsula del temps».
El crític John Beifuss va escriure: «Probablement la joia imperfecta de l'estranya filmografia del director britànic Robert Hartford-Davis... Corrupció havia estat potser la més rara de les moltes pel·lícules de gènere de la superestrella de terror Peter Cushing fins a l'aparició d'octubre d'aquesta edició restaurada i bellament remasteritzada de Grindhouse Releasing, una empresa que supera fins i tot la Criterion Collection en la seva determinació de crear les edicions definitives dels títols que té llicència... Una veritable obra d'art descoberta».